# Dobrodruzi
Dobrodruzi (originální francouzský název Les Aventuriers) je francouzský dobrodružný film režiséra Roberta Enrica z roku 1967. Hlavní postavy dobrodružního filmového dramatu ztvárnili Lino Ventura, Alain Delon a kanadská herečka Joanna Shimkusová. Část filmu se natáčela v pevnosti Boyard u západního pobřeží Francie.

## Děj

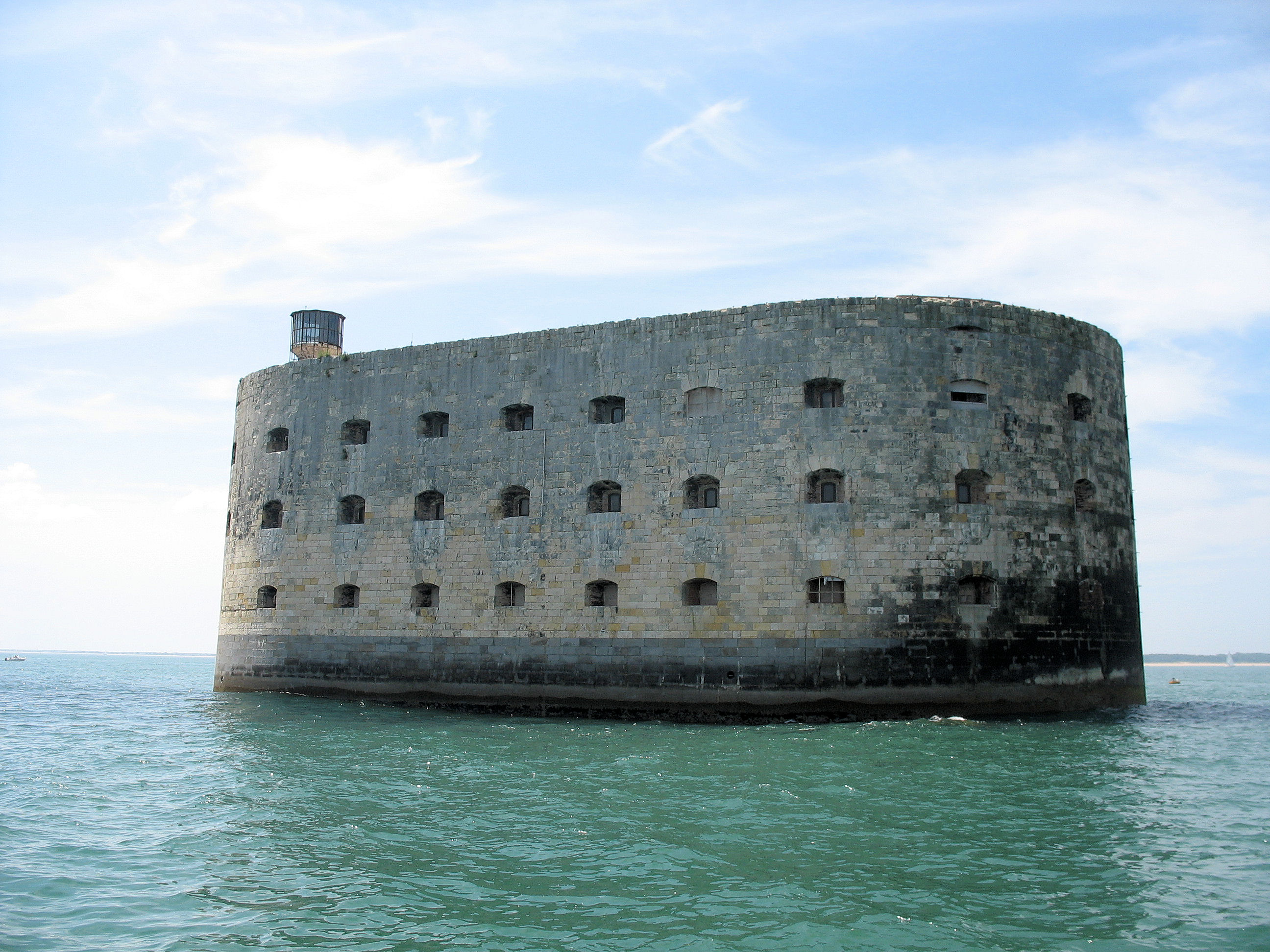
Pevnost Boyard, ve které se natáčela část filmu

Roland a Manu jsou blízcí přátelé, kteří vedou v jistém smyslu pokoutní život. Roland žije na městské periferii uprostřed automobilového vrakoviště a ve své dílně se neustále neúspěšně snaží vyrobit nový typ motoru, který by svým výkonem zastínil všechny stávající motory. Manu je letecký akrobat, který se jednou rozhodne malým letadlem proletět Vítězným obloukem v Paříži. Protože na Avenue des Champs-Élysées ale nejsou podobné aktivity povoleny, je mu odebrána letecká licence. Přibližně v té samé době přichází na Rolandovo vrakoviště Laetitia, mladá a hezká dívka, která si původně chce u Rolanda pouze koupit několik věcí, ale nakonec u něj zůstává bydlet. Laetitia je současně umělkyně, která ze starých automobilových součástek vytváří „industriální umění“. Její tvorba ale není současníky vůbec pochopena a její první výstavu podrobí tvrdé kritice rovněž tehdejší umělecká kritika.
Oba muži se dozvídají o vraku letadla, které se před časem zřítilo do moře a na palubě kterého cestoval bohatý Belgičan s celým svým majetkem. Protože vrak nebyl nikdy vyloven, kufřík s penězi a diamanty v celkové hodnotě půl miliardy franků se pořád nachází v hlubinách Atlantského oceánu. Rozhodnou se uspořádat výpravu k pokladu, na kterou vezmou také Laetitiu. Během cesty se do ní Manu zamiluje, i když jí samé je sympatičtější Roland. Později je vyhledá pilot, který toto letadlo během osudné cesty řídil a zná přesné místo, kde leží jeho vrak. Dohodnou se, vyzvednou poklad a rozdělí si kořist, ale pak se stanou oběťmi loupežného přepadení banditů, kteří je po celou dobu sledovali a chtějí se zmocnit vyzvednutého majetku. Díky duchapřítomnosti bývalého pilota jsou útočníci zneškodněni, ale při přestřelce Laetitia umírá.
Po její smrti je Manu zdrcen. Společně s Rolandem navštíví její příbuzné, u kterých nečekaně nacházejí malého bystrého chlapce, Jeana, Laetitiina bratrance. Rozhodnou se uložit její díl u notáře v jeho prospěch s tím, že k penězům se dostane, až bude dospělý. Manu se pak rozchází s Rolandem, protože se musí o samotě vyrovnat se ztrátou Laetitie. Roland zatím kupuje obrovskou starou pevnost v moři, místo, které si původně chtěla koupit Laetitia a tvořit tam svá díla. Malý Jean, který pevnost dobře zná, pak Rolandovi ukazuje velkou sbírku staré munice, která je tam skryta a zůstala tam pravděpodobně jako pozůstatek po válce.
Manu se po krátkém čase vrací za Rolandem. Nachází ho v pevnosti a on jej seznamuje se svými plány přestavby pevnosti na atraktivní hotel. Přímo na místě jsou však opět přepadeni zločineckou skupinou, která Manuho sledovala a chce se teď pomstít za smrt svých kumpánů na moři. Oba muži vetřelce s obtížemi společně zaženou k ústupu, nicméně Manu při přestřelce umírá a Roland tak zůstává sám.

## Obsazení
| Lino Ventura      | Roland Darbant                     |
| Alain Delon       | Manu Borelli                       |
| Joanna Shimkusová | Laetitia Weissová                  |
| Serge Reggiani    | pilot                              |
| Jean Trognon      | Jean Jean, malý bratranec Laetitie |
| Paul Crauchet     | Leutin                             |
| Odile Poisson     | Yvette                             |
| Thérèse Quentin   | paní Dubreuilová                   |
| Hans Meyer        | žoldák                             |
| Jean Landier      | Michaux                            |
| Irène Tunc        | Kyobaskiho sekretářka              |
| Guy Delorme       | zabiják                            |